# El arte de Charlie Chan Hock Chye
El arte de Charlie Chan Hock Chye es una novela gráfica de Sonny Liew publicada originalmente en 2015 por Epigram Books y en 2016 por Pantheon Books. En 2017 fue traducida al español y publicada por Amok Ediciones (traductora: Eva Carballeira). Cuenta la historia de Charlie Chan Hock Chye, un dibujante ficticio, desde sus inicios en el Singapur de la década de 1940, -aún colonia inglesa-, hasta 2014, al tiempo que muestra extractos de sus cómics en los cuales aparecen alegorías de situaciones políticas de la época. La novela gráfica presenta una mezcla de bocetos en blanco y negro que representan la vida en Singapur tras la Segunda Guerra Mundial contrastada con historias en color que representan el presente, junto a varios cómics dentro de la novela que cuentan su propia historia. El libro fue galardonado con el Premio de Literatura de Singapur tras su publicación en 2016. Pronto obtuvo el reconocimiento de la crítica internacional y recibió varios galardones, entre ellos tres premios Eisner en 2017.

## Resumen de la trama
La novela comienza con la presentación del protagonista, Charlie Chan Hock Chye, como un anciano que habla con un entrevistador, antes de pasar a su infancia, donde se le ve trabajando en la tienda de su familia en el Singapur de posguerra. A continuación se muestra el primer cómic de Charlie Chan, "El robot gigante de Ah Huat", en el que aparece un robot que sólo entiende chino. Tras esto, el libro pasa de la vida de Charlie a extractos de sus cómics, explicando que fue educado en una escuela inglesa gracias a la generosidad de uno de los clientes de la tienda de su familia. Este patrón de cortes entre los cómics y su vida continúa durante el resto de la novela, a medida que la historia pasa de versar sobre un robot gigante a una alegoría de la búsqueda de la independencia de Singapur del dominio colonial británico, con animales y epopeyas de ciencia ficción que alegorizan Singapur como una ciudad bajo el dominio de extraterrestres con Lee Kuan Yew como abogado que habla el idioma de estos. Charlie se asocia con un joven dibujante de cómics que acaba rompiendo con él por problemas económicos, tras 8 años y numerosos trabajos juntos, incluido un cuento de superhéroes sobre un "hombre de la tierra" (eufemismo de la época para designar a los trabajadores que recogían los excrementos procedentes de pozos negros, letrinas, letrinas de pozo, fosas sépticas, etc.) al que muerde una cucaracha y se convierte en Roachman, una parodia de Spiderman.
Hacia el final, una historia muestra las acciones emprendidas por el gobierno de Singapur para hacerse con el control de la prensa, a través de un cómic que representa a Singapur como Sinkapor Inks, una empresa con Lee Kuan Yew como jefe despiadado y la prensa como boletín de la empresa. Por último, una sección de "qué pasaría si" muestra Singapur si el Barisan Sosialis hubiera ganado, terminando en una versión alternativa de Singapur con un desarrollo económico similar al actual.

## Polémica
El Consejo Nacional de las Artes de Singapur había concedido inicialmente a Sonny Liew una subvención de 8.000 dólares singapurenses para la creación de la novela, pero esta fue revocada el 29 de mayo de 2015, el día antes de su presentación oficial el 30 de mayo en la librería Kinokuniya Singapore, debido al "contenido sensible" que desató la polémica.
Un portavoz del CNA (Consejo Nacional de las Artes de Singapur) declaró en una rueda de prensa que la novela gráfica "socava potencialmente la autoridad de legitimidad [sic] del Gobierno y sus instituciones públicas y, por tanto, incumple nuestras directrices de financiación". El fundador de Epigram Books, Edmund Wee, devolvió los 6.400 dólares e imprimió pegatinas para tapar el logotipo del CNA en los libros impresos.
Sin embargo, la retirada de la subvención pública dio mucha publicidad al libro y las 1.000 copias iniciales se agotaron rápidamente tras su lanzamiento. La segunda tirada de libros sin el logotipo del CNA volvió a las librerías a partir del 19 de junio de 2015.

## Lanzamiento internacional
El libro fue publicado por la editorial estadounidense Pantheon Books en marzo de 2016 y lanzado internacionalmente. Apareció, entre otros, en las listas de libros más vendidos de Amazon y The New York Times. Además de ganar el Premio de Literatura de Singapur en 2016, también obtuvo el galardón al Libro del Año en los Singapore Book Awards de ese mismo año. Fue galardonado con el Pingprisen al Mejor Cómic Internacional en 2017. El 21 de julio de 2017 Sonny Liew, autor del libro, ganó tres premios Eisner: Mejor Escritor/Artista, Mejor Diseño de Publicación y Mejor Edición Estadounidense de Obra Internacional-Asia en la 29ª edición anual de los Premios Will Eisner de la Industria del Cómic, celebrada en la Comic-Con International de San Diego (Estados Unidos). También fue nominado a otros tres premios Eisner a la Mejor Rotulación, Mejor Colorista y Mejor Álbum Gráfico-Nuevo.

## Premios
- Ganador del Premio de Literatura de Singapur 2016
- Best Seller del New York Times
- Libro del año 2016 para The Economist
- Novela gráfica elegida por la NPR 2016
- Mejor novela gráfica de 2016 para el Washington Post
- Seleccionada entre los libros de 2016 por New York Post
- Libro del año 2016 para Publishers Weekly
- Seleccionado entre los 10 mejores libros asiáticos de 2016 por el South China Morning Post
- Los mejores cómics de AV Club de 2016
- Selecionado entre los 100 mejores cómics de 2016 por Comic Book Resource
- Novela gráfica más interesante de 2016 para Mental Floss
- 2017 Pingprisen Bedste Internationale Tegneserte
- Ganador del premio Eisner 2017 al mejor escritor/artista
- Ganador del premio Eisner 2017 al mejor diseño de publicación
- Ganador del premio Eisner 2017 a la mejor edición estadounidense de material internacional: Asia
- Premio a la mejor obra extranjera del Salón Internacional del Cómic de Barcelona 2018
- Troféu HQ Mix 2019 al mejor proyecto editorial brasileño del año